# Niko von Glasow

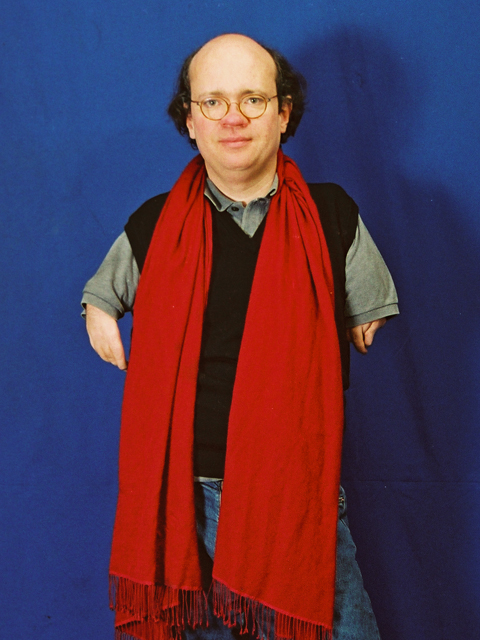
Niko von Glasow, 2009

Niko von Glasow (* 1960 in Köln als Niko Brücher) ist ein deutscher Filmproduzent, Autor und Regisseur von Spiel- und Dokumentarfilmen sowie der Inhaber der Produktionsfirma Palladio Film. 

## Leben
Niko von Glasow ist der Sohn von Ernst Brücher und Majella Neven DuMont, den Gründern des DuMont Buchverlages. Seine Tante väterlicherseits ist Hildegard Hamm-Brücher.
Von Glasows Filmausbildung begann bei Rainer Werner Fassbinder als Produktionsassistent. Er wirkte bei Fassbinders Produktionen Lola und Theater der Welt mit. Er arbeitete für zahlreiche Regisseure, u. a. für Georg Stefan Troller,  Hellmuth Costard, Alexander Kluge, Peter Zadek and Jean-Jacques Annaud. Von Glasow war tätig für Filmverleiher, Filmstudios und das Filmfest Hamburg.
Von Glasow studierte Schauspielführung bei John Costopoulos und Regie bei Jack Garfein an der New York University. An der Filmhochschule Łódź drehte er 1991 seinen ersten Kurzfilm Hochzeitsgäste. Dieser erhielt mehrere Preise: den Grand Prix Lino Ventura, den Preis der deutschen Filmkritik, den Dresdner Filmpreis und den Jugendfilmpreis der Stadt Oberhausen. Für den von ihm produzierten Film Maries Lied (1994) mit Sylvie Testud, Bastian Trost, Veronica Quilligan und Jean-François Perrier schrieb er das Drehbuch und führte Regie. Von 2001 bis 2004 dauerte die Inszenierung und Produktion seines Films Edelweißpiraten mit Iwan Stebunow, Bela B., Jan Decleir, Jochen Nickel und Anna Thalbach. Alle Filme wurden mit verschiedenen Preisen geehrt.
Am 7. November 2007 strahlte der WDR in der Reihe Menschen hautnah seinen autobiographischen Dokumentarfilm Schau mich an aus, in dem von Glasow sein Leben als Contergangeschädigter aufarbeitet.
Contergan ist auch Thema seines Dokumentarfilmes (und Buches) NoBody’s Perfect: „Auf der Suche nach zwölf durch Contergan geschädigte Menschen, die bereit sind, sich nackt fotografieren zu lassen, entdeckt er faszinierende Persönlichkeiten, die in so anspruchsvollen Berufsfeldern wie Politik, Medien, Sport, Astrophysik oder Schauspiel arbeiten und gelernt haben, mit ihrer Behinderung eine beeindruckende ‚Normalität‘ zu leben.“ Ausgangspunkt des Projektes war ein Kalender mit Aktaufnahmen Contergangeschädigter. Durch den weltweiten Erfolg des Films traf Niko mit verschiedenen Politikern und Journalisten zusammen. Eine wirksame Kampagne führte zur Entscheidung der Bundesregierung, für die 2.700 überlebenden Thalidomid-Opfer in Deutschland eine monatliche Entschädigung (die sich in den nächsten 30 Jahren auf über 2,7 Milliarden Euro belaufen wird) aufzubringen.
Von Glasow lebt in London und Köln. Er ist Mitglied der BAFTA und der Europäischen Filmakademie. Als Dozent für Drehbuch ist er u. a. an der UCLA in Los Angeles, in Bangkok, Tibet, und am Wederzijds-Theater in Amsterdam tätig.
2014 kaufte er Villa Pozzolo in der Toskana und verwandelte sie in ein Kulturzentrum. Im Sommer vermietet er Villa Pozzolo, um seine Stiftung, die Stiftung nikovonglasow.org, zu unterstützen. Die Stiftung hilft mehr als 1000 Kindern und Erwachsenen mit einer Behinderung, Operationen, Bildung und Nahrung zu erhalten.  Unter anderem organisiert die Stiftung die Operation für 400 behinderten Kindern in Nordvietnam.
Er arbeitet als Life, Financial & Story Coach. Auch das Honorar für seine Arbeit als Coach geht direkt an die Stiftung.

## Filmografie (Auswahl)
- 1990: Hochzeitsgäste (Kurzfilm; Produktion, Buch und Regie)
- 1994: Maries Lied (Produktion, Buch und Regie)
- 1997: Winterschläfer (Ko-Produzent)
- 2004: Edelweißpiraten (Produktion, Buch und Regie)
- 2007: Menschen hautnah – Schau mich an! (Dokumentation; Produktion, Buch und Regie)
- 2008: NoBody’s Perfect (Dokumentation; Produktion, Buch und Regie)
- 2012: Lazy Lama (Dokumentarfilm)
- 2012: Alles wird gut (Dokumentation; Produktion, Buch und Regie)
- 2013: Mein Weg nach Olympia (Dokumentarfilm; Buch, Regie, Ko-Produzent)
- 2015: Shoot Me. Kiss Me. Cut! (Produktion, Buch und Regie)

## Auszeichnungen (Auszug)
- 1998: Deutscher Filmpreis, Filmband in Silber: Bester Film für Winterschläfer[4]
- 2005: Best Picture – Chamizal Independent Film Festival (USA) für Edelweißpiraten[5]
- 2006: Hauptpreis der Jury – Cine-Jeune de L´Aisne (F) für Edelweißpiraten[6]
- 2008: Preis der Jury – The Other Film Festival (AU) für Schau mich an!
- 2009: Deutscher Filmpreis, Bester Dokumentarfilm für NoBody's Perfect[7]
- 2012: if award für NoBody's Perfect[8]